# Bian Que
Bian Que oder Pien Chiao (chinesisch 扁鵲 / 扁鹊, Pinyin Biǎn Què, W.-G. Pien Ch'üeh, auch: Qiao Bian und Pien Ch’iao bzw. Pien Ch’Iao; ca. 500 v. Chr.) war ein chinesischer Arzt. Er wurde im heutigen Renqiu in Hebei geboren. Der Name Bian Que bedeutet „Vogel“. Sein richtiger Name war Qin Yueren (chinesisch 秦越人, Pinyin Qín Yuèrén), sein Medizinlehrer soll Chang Sangjun gewesen sein. Das Wirken von Bian Que ist dem anderer Größen der Antike (z. B. Hippokrates e.a.) ebenbürtig und bis heute prägend; er lebte jedoch mindestens eine Generation von Hippokrates in der „Frühlings- und Herbstperiode“ der Zhou-Dynastie. Überliefert wurden seine Werke maßgeblich von Sima Qian in dessen Aufzeichnung „Shiji“.
Bian Que ist der Erstbeschreiber der bis heute in Chinas Universitäten gelehrten „vier diagnostischen Methoden“ der traditionellen chinesischen Medizin. Zu ihnen zählen auch die chinesische Puls- und Zungendiagnostik.
Wohl aufgrund seiner außerordentlichen für das antike China revolutionären diagnostischen Fähigkeiten wurden ihm Wunderkräfte (sogar die Transplantation des Herzens) zugeschrieben. Seine empirischen Forschungsergebnisse wurden, wie in Asien durchaus heute noch üblich, nicht als Flussdiagramm oder Tabelle, sondern als Geschichte oder Gedicht überliefert. Zu Verdeutlichung seiner Indikationsstellung und seines Kenntnisstandes um den Spontanverlauf eines Krankheitsprozesses folgende fiktive Kasuistik:

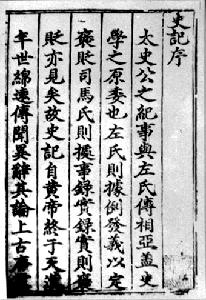
Die erste Seite des Shiji.

Bian Que war zum Grafen Huan im State Qi zu Besuch gekommen. Es fiel im auf, daß der Graf eine besonders blaße Gesichtsfarbe hatte und er machte ihn darauf aufmerksam, daß er am Beginn einer Erkrankung stünde, die jedoch noch oberflächlich sei und einer einfachen Behandlung bedürfe. Der Graf jedoch verspottete ihn. Fünf Tage später besuchte er den Grafen erneut und teilte ihm mit allem gebotenen Ernst mit, daß die Erkrankung weitergegangen und jetzt nicht mehr nur oberflächlich sei, sondern auch die Gefäße betroffen habe und er jetzt rasch einer Behandlung bedürfe. Der Graf jedoch lehnte dies erneut ab. Weitere fünf Tage später sah er den Grafen wieder und sagte ihm, daß die Erkrankung mittlerweile bereits seinen Magen betroffen habe und es gefährlich sei, wenn er immer noch eine Behandlung verweigere. Der Graf ignorierte seinen Rat abermals. Es vergingen nochmals fünf Tage bis Bian Que den Grafen sah. Diesmals drehte er sich wortlos um und ging weg, ohne ein Wort zu verlieren. Der Graf fand das befremdlich und sandte ihm einen Boten nach. Er antwortete dem Boten (Anm.: Das Gespräch ist der wesentliche Lehrinhalt dieser Geschichte, die den grundsätzlichen Verlauf einer unbehandelten Invasion äußerer Pathogene beschreibt): Solange die Krankheit noch oberflächlich (in der Haut) ist, solange kann sie durch warme Tücher behandelt werden, sitzt sie bereits tiefer in den Gefäßen, sind Akupunktur und Moxibustion angezeigt. Wenn sie weiter zum Magen (hier ist der chinesische Begriff "Wei" gemeint, der weit über den des Magens im anatomischen Sinne hinausgeht) geht, dann gibt es noch eine reelle Chance mit Medikamenten zu helfen; hat die Krankheit jedoch einmal das Mark erreicht so ist das infaust. Der Graf ist nun in seinem Mark erkrankt. Es vergingen weitere fünf Tage und der Graf erkrankte so, daß er nicht mehr aus dem Bett aufstehen konnte. Da sandte er nach Bian Que, doch der war nicht aufzufinden. Bald darauf verstarb der Graf.
Diese Abhandlung fand in späteren Jahren ihren Niederschlag im Shang Han Lun (dt. Fieberbehandlung) von Zhang Zhong Jing (berühmter Arzt und Wissenschaftler der Han-Dynastie).
Bian Que soll laut Wissenschaftlern des 19. Jahrhunderts vor operativen Eingriffen Wein, dem eine narkotisch wirkende Droge – möglicherweise Hanfextrakt – zugemischt war, verabreicht haben.
Um Bian Que zu ehren, wurde während der Han-Dynastie der Queshan Tempel errichtet. Er befindet sich in Shentou (etwa 25 Kilometer westlich von Neiqiu).